# المادة المظلمة (مسلسل 2024)
المادة المظلمة هو مسلسل تلفزيوني خيال علمي أمريكي أنشأه بليك كراوتش، استنادًا إلى روايته التي صدرت عام 2016 والتي تحمل نفس الاسم. عرض لأول مرة على أبل تي في + في 8 مايو 2024 بحلقتين.

## المقدمة
ينتقل عالم فيزياء في شيكاغو إلى نسخة بديلة من حياته، فيضطر إلى القتال من أجل العودة إلى حياته لمنع النسخة البديلة من نفسه من السيطرة على عائلته.

## الممثلون

### الممثلون الرئيسيون[4]
- جويل إجيرتون بدور جيسون ديسن، وهو فيزيائي يسافر رغماً عنه بين واقعين بديلين بعد اختطافه من قبل نظيره (جيسون #02).
- جنيفر كونلي بدور دانييلا ديسن، زوجة جيسون.
- أليس براغا بدور أماندا لوكاس، صديقة جيسون #02 وشريكته التي تحاول مساعدة جيسون #01 في العثور على طريقه للعودة إلى المنزل.
- أوكس فيجلي بدور تشارلي ديسن، ابن جيسون ودانييلا.
- جيمي سيمبسون بدور رايان هولدر
- دايو أوكيني بدور لايتون فانس

## وصلات خارجية
- الموقع الرسمي
- المادة المظلمة  في قاعدة بيانات الأفلام على الإنترنت (بالإنجليزية)